# Sulfate de manganèse(II) pentahydraté
 (août 2017).
Si vous disposez d'ouvrages ou d'articles de référence ou si vous connaissez des sites web de qualité traitant du thème abordé ici, merci de compléter l'article en donnant les références utiles à sa vérifiabilité et en les liant à la section « Notes et références ».
Le sulfate de manganèse (II) pentahydraté est le corps chimique composé ionique électriquement neutre du cation manganèse dit manganeux Mn2+ et de l'anion sulfate SO42−, associé structurellement à cinq molécules d'eau, de formule MnSO4. 5 H2O. 

## Présentation
Il s'agit d'un solide cristallin de structure réticulaire triclinique, d'indice de réfraction voisin de 1,508. Il correspond au minéral jôkokuite. 
Ce sulfate de manganèse pentahydraté, forme obtenue par refraichissement en milieu humide du sulfate de manganèse monohydraté, est un corps rose, stable à température ordinaire, principalement de 8 °C à 18 °C, de masse volumique avoisinant 2,103 g·cm-3 à 15 °C, soluble dans l'eau et insoluble dans l'alcool à 95° ou éthanol à 95 pour cent. 
La solubilité est de l'ordre de 142 g pour 100 g d'eau pure à 5 °C et de 200 g à 35 °C. 
Hydraté, il reste rose en libérant l'ion manganeux. La couleur rose pâle des sels de Mn(II) est très caractéristique.
Légèrement chauffé autour 20 °C pendant un temps suffisamment long, il se transforme en tétrahydrate, forme commerciale commune, en perdant une molécule d'eau. Refroidi vers 0 °C, il peut donner en présence de l'humidité de l'air l'hexahydrate, plus stable dans ces conditions. 
La perte de cinq molécules d'eau est quasiment immédiate vers 450 °C.

## Production et utilisations
Il s'agit d'un corps mangané hydraté, souvent non désiré au laboratoire, le substrat de préparation est souvent le sulfate de manganèse.